# Arthur Emerson
 Arthur Tenney Emerson (* 3. Dezember 1893 in Weymouth, Massachusetts; † 28. Juli 1975) war ein US-amerikanischer Marineoffizier. Im Jahr 1931 war er für knapp drei Monate Militärgouverneur von Amerikanisch-Samoa.

## Werdegang
Arthur Emerson besuchte zunächst das Dartmouth College in Hanover (New Hampshire). 1916 absolvierte er die United States Naval Academy in Annapolis (Maryland). In den folgenden Jahren diente er als Offizier in der United States Navy. Er nahm auch am Ersten Weltkrieg teil. Im Jahr 1921 heiratete er Gertrude Childs in Neapel an Bord der USS Utah.
Zwischen dem 22. April und dem 17. Juli 1931 war Arthur Emerson kommissarischer Gouverneur von Amerikanisch-Samoa. Danach verliert sich seine Spur.